# Scottish Premier League 2003/04
Die Scottish Premier League wurde 2003/04 zum sechsten Mal ausgetragen. Es war zudem die 107. Austragung der höchsten Fußball-Spielklasse innerhalb der Scottish Football League, in welcher der Schottische Meister ermittelt wurde. In der Saison 2003/04 traten 12 Vereine in insgesamt 38 Spieltagen gegeneinander an. Jedes Team spielte jeweils einmal zu Hause und auswärts gegen jedes andere Team in der 1. Runde. Danach wurde die Liga in zwei Hälften geteilt, in denen die Mannschaften noch einmal gegeneinander spielten. Bei Punktgleichheit zählte die Tordifferenz.
Celtic Glasgow gewann zum insgesamt 39. Mal in der Vereinsgeschichte die schottische Meisterschaft. Die Bhoys qualifizierten sich als Meister für die Champions League Saison-2004/05. Der Vizemeister, die Glasgow Rangers spielten auch in der Champions League durch die verbesserte Position von Schottland in der UEFA-Fünfjahreswertung. Der unterlegene Pokalfinalist Dunfermline Athletic, sowie der Drittplatzierte Heart of Midlothian qualifizierten sich für den UEFA-Pokal. Partick Thistle stieg am Saisonende in die First Division ab. Mit 30 Treffern wurde Henrik Larsson von Celtic Glasgow Torschützenkönig.

## 1. Runde

### Tabelle
| Pl. | Verein                    | Sp. | S  | U  | N  | Tore    | Diff. | Punkte |
| --- | ------------------------- | --- | -- | -- | -- | ------- | ----- | ------ |
| 1.  | Celtic Glasgow            | 33  | 29 | 3  | 1  | 099:200 | +79   | 90     |
| 2.  | Glasgow Rangers (M, P, L) | 33  | 23 | 5  | 5  | 066:260 | +40   | 74     |
| 3.  | Heart of Midlothian       | 33  | 15 | 10 | 8  | 047:360 | +11   | 55     |
| 4.  | Dunfermline Athletic      | 33  | 12 | 11 | 10 | 035:430 | −8    | 47     |
| 5.  | FC Motherwell             | 33  | 12 | 9  | 12 | 039:370 | +2    | 45     |
| 6.  | Dundee United             | 33  | 11 | 9  | 13 | 039:510 | −12   | 42     |
| 7.  | Hibernian Edinburgh       | 33  | 9  | 11 | 13 | 037:520 | −15   | 38     |
| 8.  | FC Livingston             | 33  | 8  | 12 | 13 | 038:480 | −10   | 36     |
| 9.  | FC Dundee                 | 33  | 8  | 10 | 15 | 041:550 | −14   | 34     |
| 10. | FC Aberdeen               | 33  | 9  | 7  | 17 | 038:520 | −14   | 34     |
| 11. | FC Kilmarnock             | 33  | 9  | 5  | 19 | 039:680 | −29   | 32     |
| 12. | Partick Thistle           | 33  | 4  | 6  | 23 | 031:610 | −30   | 18     |

Platzierungskriterien: 1. Punkte – 2. Tordifferenz – 3. geschossene Tore

| Saison 2003/04 |

| Zum Saisonende 2002/03 |                               |
| (M)                    | Meister des Vorjahres         |
| (P)                    | Pokalsieger des Vorjahres     |
| (L)                    | Ligapokalsieger des Vorjahres |

## 2. Runde

### Meisterschafts-Play-offs
| Pl. | Verein                    | Sp. | S  | U  | N  | Tore    | Diff. | Punkte |
| --- | ------------------------- | --- | -- | -- | -- | ------- | ----- | ------ |
| 1.  | Celtic Glasgow            | 38  | 31 | 5  | 2  | 105:250 | +80   | 98     |
| 2.  | Glasgow Rangers (M, P, L) | 38  | 25 | 6  | 7  | 076:330 | +43   | 81     |
| 3.  | Heart of Midlothian       | 38  | 19 | 11 | 8  | 056:400 | +16   | 68     |
| 4.  | Dunfermline Athletic      | 38  | 14 | 11 | 13 | 045:520 | −7    | 53     |
| 5.  | Dundee United             | 38  | 13 | 10 | 15 | 047:600 | −13   | 49     |
| 6.  | FC Motherwell             | 38  | 12 | 10 | 16 | 042:490 | −7    | 46     |

| Saison 2003/04 |

| Zum Saisonende 2002/03 |                               |
| (M)                    | Meister des Vorjahres         |
| (P)                    | Pokalsieger des Vorjahres     |
| (L)                    | Ligapokalsieger des Vorjahres |

### Abstiegs-Play-offs
| Pl. | Verein              | Sp. | S  | U  | N  | Tore    | Diff. | Punkte |
| --- | ------------------- | --- | -- | -- | -- | ------- | ----- | ------ |
| 7.  | FC Dundee           | 38  | 12 | 10 | 16 | 048:570 | −9    | 46     |
| 8.  | Hibernian Edinburgh | 38  | 11 | 11 | 16 | 041:600 | −19   | 44     |
| 9.  | FC Livingston       | 38  | 10 | 13 | 15 | 048:570 | −9    | 43     |
| 10. | FC Kilmarnock       | 38  | 12 | 6  | 20 | 051:740 | −23   | 42     |
| 11. | FC Aberdeen         | 38  | 9  | 7  | 22 | 039:630 | −24   | 34     |
| 12. | Partick Thistle     | 38  | 6  | 8  | 24 | 039:670 | −28   | 26     |

| Saison 2003/04 |

## Statistiken

### Torschützenliste
Bei gleicher Anzahl von Toren sind die Spieler alphabetisch nach Nachnamen sortiert.
| Pl. | Nat.        | Name             | Logo | Mannschaft           | Tore |
| --- | ----------- | ---------------- | ---- | -------------------- | ---- |
| 01. | Schweden    | Henrik Larsson   |      | Celtic Glasgow       | 30   |
| 02. | England     | Chris Sutton     |      | Celtic Glasgow       | 19   |
| 02. | Spanien     | Nacho Novo       |      | FC Dundee            | 19   |
| 04. | Schottland  | Kris Boyd        |      | FC Kilmarnock        | 15   |
| 04. | Schottland  | James Grady      |      | Partick Thistle      | 15   |
| 04. | Schottland  | Derek Riordan    |      | Hibernian Edinburgh  | 15   |
| 07. | Schottland  | Stevie Crawford  |      | Dunfermline Athletic | 13   |
| 07. | Niederlande | Mark de Vries    |      | Heart of Midlothian  | 13   |
| 09. | Georgien    | Schota Arweladse |      | Glasgow Rangers      | 12   |
| 09. | Schottland  | Derek Lilley     |      | FC Livingston        | 12   |
| 11. | Schottland  | David Clarkson   |      | FC Motherwell        | 11   |
| 11. | England     | Alan Thompson    |      | Celtic Glasgow       | 11   |

## Auszeichnungen während der Saison
| Monat          | Trainer des Monats                      | Spieler des Monats                     |
| -------------- | --------------------------------------- | -------------------------------------- |
| August 2003    | Alex McLeish (Glasgow Rangers)          | Michael Ball (Glasgow Rangers)         |
| September 2003 | Alex McLeish (Glasgow Rangers)          | Schota Arweladse (Glasgow Rangers)     |
| Oktober 2003   | Martin O’Neill (Celtic Glasgow)         | Roddy McKenzie (FC Livingston)         |
| November 2003  | Martin O’Neill (Celtic Glasgow)         | Chris Sutton (Celtic Glasgow)          |
| Dezember 2003  | Steve Paterson (FC Aberdeen)            | Craig Brewster (Dunfermline Athletic)  |
| Januar 2004    | Jim Duffy (FC Dundee)                   | Stilijan Petrow (Celtic Glasgow)       |
| Februar 2004   | Terry Butcher (FC Motherwell)           | Steven Pressley (Heart of Midlothian)  |
| März 2004      | Ian McCall (Dundee United)              | Neil Lennon (Celtic Glasgow)           |
| April 2004     | Jimmy Calderwood (Dunfermline Athletic) | Barry Nicholson (Dunfermline Athletic) |

## Die Meistermannschaft von Celtic Glasgow
(Berücksichtigt wurden Spieler mit mindestens einem Einsatz; in Klammern sind die Einsätze und Tore angegeben)
| 1. | Celtic Glasgow |
|    | - Tor: Robert Douglas (16/0), Magnus Hedman (12/0), David Marshall (11/0) - Abwehr: Didier Agathe (27/5), Dianbobo Baldé (31/2), Michael Gray (7/0), Stephen Crainey (2/0), John Kennedy (12/1), Stephen McManus (5/0), Jackie McNamara (27/1), Johan Mjällby (13/0), Stanislav Varga (35/6), Joos Valgaeren (7/0) - Mittelfeld: Paul Lambert (13/1), Neil Lennon (35/0), Aiden McGeady (4/1), Liam Miller (25/2), Stephen Pearson (17/3), Stilijan Petrow (35/6), Jamie Smith (11/0), Mohammed Sylla (14/0), Alan Thompson (26/11), Ross Wallace (8/1) - Angriff: Craig Beattie (10/1), John Hartson (15/8), Henrik Larsson (37/30), Shaun Maloney (17/5), Chris Sutton (25/19) - Trainer: Martin O’Neill |